# コッククロフト・ウォルトン回路

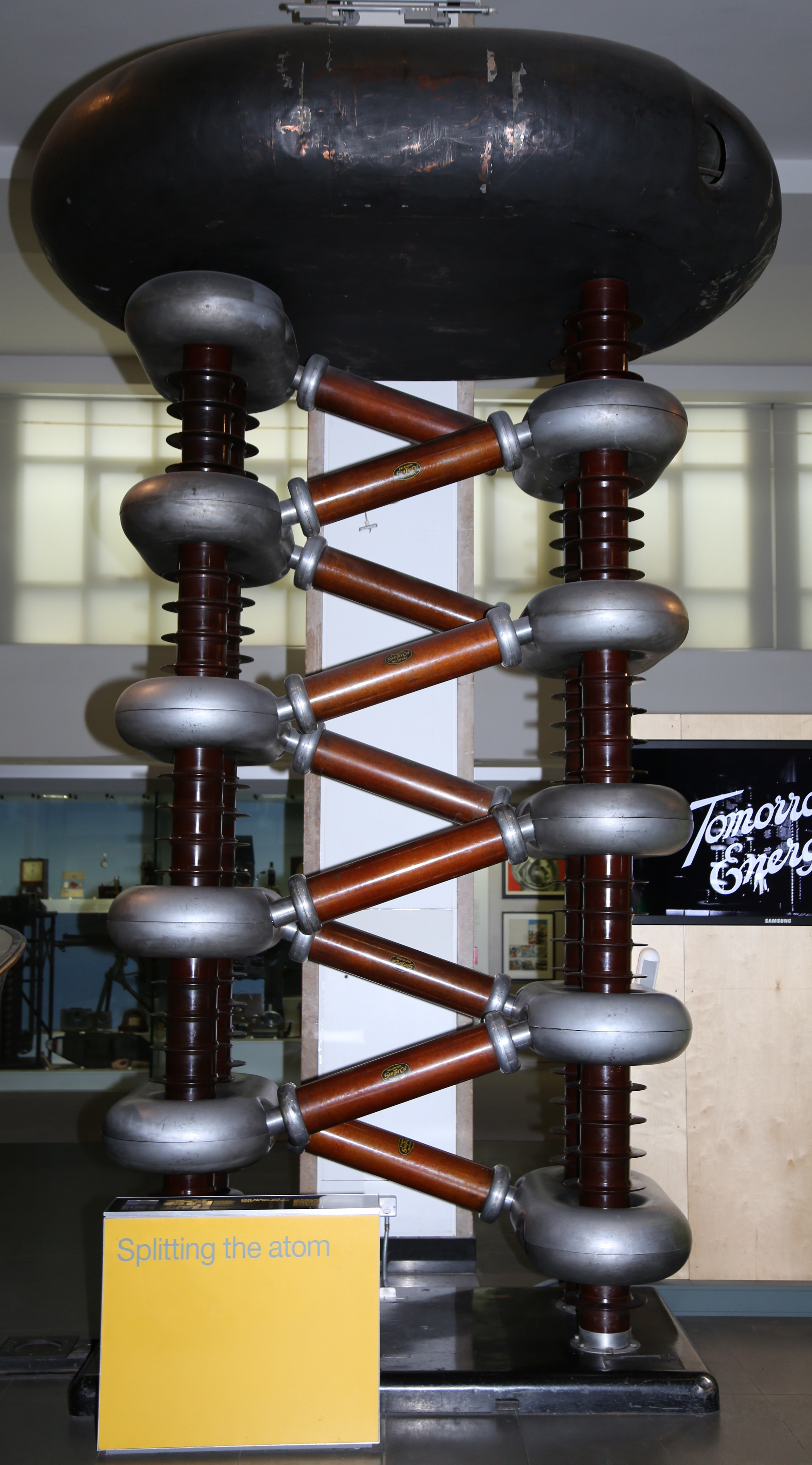
コッククロフト・ウォルトン電圧増倍回路。原子爆弾の開発に利用された初期の粒子加速器の一つに備え付けられていた。1937年にアイントホーフェンのフィリップス社により建造された。現在はロンドンのサイエンス・ミュージアムに展示されている。

コッククロフト・ウォルトン回路 (英: Cockcroft–Walton circuit) もしくは …電圧増倍回路 (英: — multiplier) または …高電圧発生装置 (英: — generator) とは、低圧の交流電圧もしくはパルス直流電圧を入力として、高圧の直流電圧を生成する電気回路。
装置名の由来となったのは、イギリス人物理学者ジョン・コッククロフトおよびアイルランド人物理学者アーネスト・ウォルトン(Cockcroft & Walton 1932a)(Cockcroft & Walton 1932b)である。2人はこの装置を電源として粒子加速器を建造し、1932年に史上初めて人工的に加速させた原子核粒子によって原子核壊変を起こしたことで知られる。彼らの研究のほとんどはコッククロフト・ウォルトン回路（以下CW回路）のカスケードを用いており、その成果である「人工的に加速した原子核粒子による原子核変換」に対して1951年のノーベル物理学賞が授与された。コッククロフトとウォルトンの仕事よりも知名度は低いが、スイス人物理学者ハインリヒ・グライナッヘルは1919年にすでにこの回路を発明していた。そのため、この種のカスケード増倍回路はグライナッヘル結線 (英: Greinacher circuit) や…増倍回路 (英: — multiplier)と呼ばれることもある。
近年の高エネルギー物理研究では、よりエネルギーの大きい加速器の前段加速用に用いられている。また、X線発生装置やブラウン管テレビ、コピー機など、高電圧を必要とする日常的な電気機器にもCW電圧増倍回路が用いられている。

## 設計

2段型コッククロフト・ウォルトン電圧増倍回路。

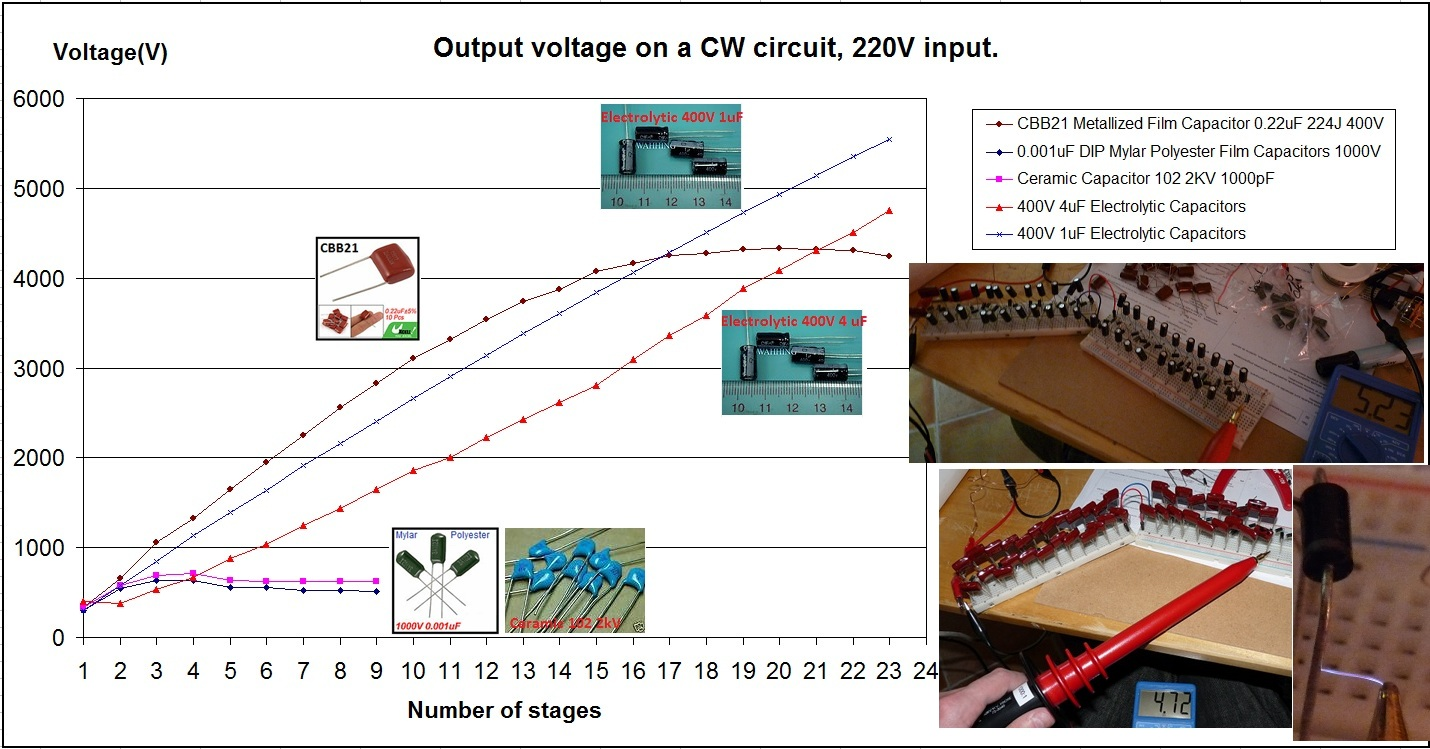
CW回路から外部コンデンサに対して与えられた出力。

CW回路は一種の電圧増幅器で、電圧レベルが低い交流もしくはパルス入力を高圧の直流電圧に変換する。コンデンサと整流器（二極真空管もしくは半導体ダイオード）からなる電圧増幅回路をはしご状に積み重ねた回路である。単純な回路部品しか用いないため、比較的低い入力電圧を大幅に昇圧できるにもかかわらず、変圧器と比べて軽量安価であり、重いコアやポッティング（封止剤）も必要ない。
この種の電圧増幅器の最大の利点は、カスケードの各段に加わる電圧が入力電圧ピーク値の2倍に過ぎないことである。個々の回路部品に加わる電圧が出力に比べて小さいため、比較的低コストの部品を用いることができ、絶縁も容易である。また、それぞれの段から出力を取ることでマルチタップトランスのように使うこともできる。

### 動作原理
右図に示す2段のCW回路を用いて回路の動作を解説する。電源の交流電圧を Vi 、そのピーク値を Vp とする。出力に負荷をつながず、どのコンデンサも充電されていない状態で入力電圧のスイッチを入れると、以下のようなプロセスが起きる。
- 入力電圧 Vi が負の値を取るとき、コンデンサC1が負電位になるためダイオードD1を通して電流が流れる。その結果C1は最大で電圧 Vp にまで充電される。
- Vi の向きが反転して正の値を取ると、C1の右側極板には電源とC1の電圧が加算されただけの電位が生じる。この状態では逆バイアスとなるD1には電流が流れず、順バイアスとなるD2を通ってC2に向けて電流が流れる。C2はある電圧にまで充電される。
- 再度 Vi が反転すると、C2からD3を通って電流が流れ、C3を充電する。
- さらに Vi が反転すると、C3からD4を通って電流が流れ、C4を充電する。
- これ以後、入力が反転するごとに、偶数番もしくは奇数番のダイオードがいっせいに順バイアスとなって電流が流れ、コンデンサ列は順々に充電されていく。

やがてすべてのコンデンサが最大まで充電され、電流は流れなくなる。このときコンデンサC1の電圧は前述のとおりVp である。コンデンサC2はサイクルの途中で電源およびC1に対して並列となるので、C2が持つ電圧は、電源のピーク値およびC1の電圧値の和 2Vp に等しい。さらに、C3はC2と、C4はC3と並列になるため、それぞれ 2Vp の電圧を持つ。出力から接地点までの間にはC2とC4が直列に接続されていることから、無負荷条件での出力電圧は Vo = 4Vp となる。
理論上はCW回路の段数はいくらでも増やすことができる。出力電圧 Vo はピーク入力電圧 Vp の2倍に段数 N をかけたもので与えられる。あるいは、入力電圧のピークピーク値 Vp-p に段数をかけたものとも言える。
{\displaystyle V_{\text{o}}=2NV_{\text{p}}=NV_{\text{p-p}}}
段数は出力とグラウンドの間に直列に配置されているコンデンサの数に等しい。
CW回路の動作は、コンデンサ列に沿って電荷を一方向に送るポンプのように見ることもできる。そのようなコンデンサ回路を総称してチャージポンプと呼ぶことが多い。

## 動作特性

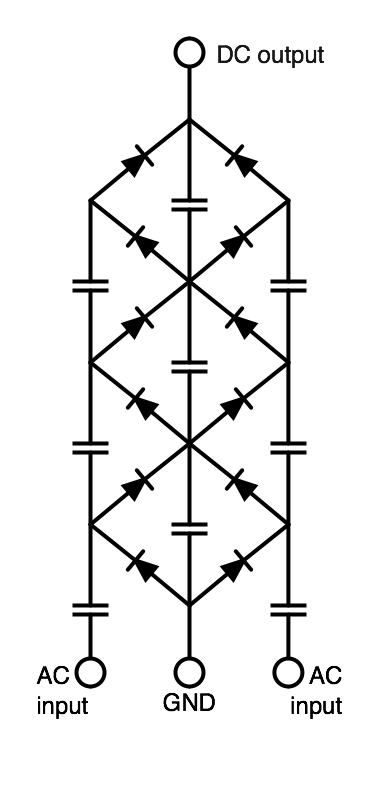
3段の全波整流型CW増幅器。

CW回路にはいくつか実際上の欠点もある。出力から負荷電流を取っている場合には、サイクルごとに電荷がコンデンサに流出入するためリップル電圧と電圧降下が生じる。変動の程度は、1サイクル当たりに流れる電荷量やコンデンサの充電量に依存し、段数が増えるとともに急激に強まる。負荷電流がなかったとしても、回路内の浮遊容量を流れる電流によってコンデンサの電圧は脈動する。そのため特にカスケードの高段で電圧の降下が起きる。以上のような事情により、CW増幅器の段数を増やせるのは出力電流が比較的小さくて済む場合に限られる。これらの効果を軽減するには、カスケード低段のキャパシタンスを増加させたり、入力周波数を増加させたり、方形波もしくは三角波の入力電源を使用する方法がある。インバータを用いたり、インバータと高圧トランスを組み合わせるなどして電源を高周波にすると、CW装置全体のサイズと重量を大きく低減することができる。
電圧脈動を低減するために考案された全波整流型（対称型とも）CW回路を右図に示す。これに対し従来のCW回路は半波整流型と呼べる。全波整流型の装置では左右の2本のコラムに対して逆位相の交流電圧が与えられる。そのため実質的にサイクルの周波数は2倍になる。また回路が完全に対称であれば、負荷電圧を取り出す場合でも、ポンプ電流は左右のコラムの間でやり取りされるのみで、中央コラムのコンデンサは充放電を行わない。これらの機構により、前節で述べたリップルや電圧降下が抑えられている。
以下の表はCW回路の出力に生じる電圧変動である。ここで I は負荷電流、f は周波数、C は各段のコンデンサのキャパシタンス（すべて等しいとする）を表す。
|                      | 半波整流型                                                               | 全波整流型                                                                           |
| -------------------- | ------------------------------------------------------------------------ | ------------------------------------------------------------------------------------ |
| 電圧降下             | {\displaystyle {\frac {I}{fC}}\cdot {\frac {N}{3}}\left(2N^{2}+1\right)} | {\displaystyle {\frac {I}{fC}}\cdot {\frac {N}{3}}\left({\frac {N^{2}}{2}}+1\right)} |
| リップル（ピーク値） | {\displaystyle {\frac {I}{fC}}\cdot {\frac {N}{2}}\left(N+1\right)}      | {\displaystyle {\frac {I}{fC}}\cdot {\frac {N}{2}}}                                  |

## 応用
CW電圧増幅器は比較的低電流で高圧の電源が必要な場合に用いられる。出力電圧としては、数10 - 数100ボルトから、高エネルギー物理の研究や落雷試験に必要な数100万ボルトまでを作ることが可能である。段数の多いCW増幅器を利用して高電圧を得ている機器の例を以下に列挙する。
- レーザー装置
- 高圧電源
- X線装置
- 液晶バックライト
- 進行波管増幅器

- イオンポンプ
- 静電気帯電装置
- エアーイオナイザー（英語版）
- 粒子加速器
- 複写機

- 研究用機器
- オシロスコープ
- ブラウン管テレビ
- スタンガン
- 電撃殺虫器（英語版）